# شاليرانج
شاليرانج هي بلدية فرنسية تقع في إقليم الأردين في منطقة غراند إيست.

## الثقافة والتراث المحلي

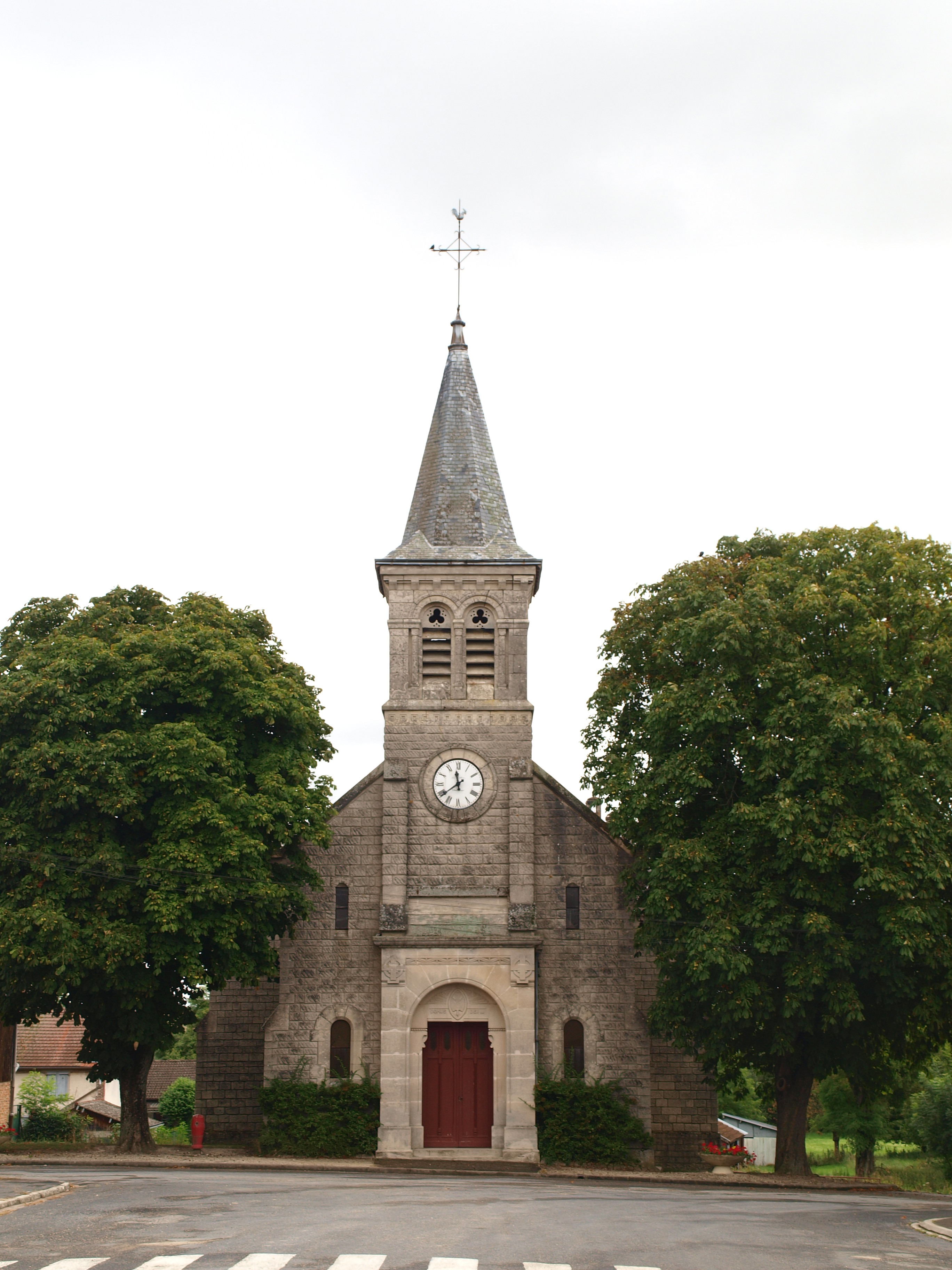
كنيسة القديس مارتن.